# Bataille de Rastane (mai 2012)
Pour les articles homonymes, voir Bataille de Rastane.
Guerre civile syrienne
Batailles
- 1re Deraa
- 2e Deraa
- Homs
- Banias
- Telkalakh
- 1re Rastane
- Talbiseh
- 1re Jisr al-Choghour
- 1re Jabal al-Zawiya
- 1er Hama
- Lattaquié
- 2e Rastane
- 1er Zabadani
- Douma
- 3e Rastane
- 2e Zabadani
- 1er Qousseir
- 1re Azaz
- 1re Idlib
- Taftanaz
- 4e Rastane
- Nobl et Zahraa
- Tremseh
- 1re Damas
- Ghouta orientale
- Alep
- Al-Tel
- Menagh
- 1er Régiment 46
- 1re Maarat al-Nouman
- Cheikh Souleimane
- 2e Taftanaz
- 2e Hama
- Kuweires
- 1re Al-Chaddadeh
- 1re Yaaroubiyé
- 1re Raqqa
- 2e Qousseir
- 3e Qousseir
- Ras al-Aïn
- Daraya
- Maaloula
- 2e Azaz
- Mahin et Sadad
- 2e Yaaroubiyé
- 1re Tall Hamis
- 2e Raqqa
- 1re Jarablous
- Al-Manajir
- Otaybah
- Yabroud
- Markada
- Kassab
- 1re Khan Cheikhoun
- Rankous
- 1re Boukamal
- Tall al-Jabiyah
- 1re Deir ez-Zor
- 1re Kobané
- Ras al-Maara
- 2e Deir ez-Zor
- Al-Chaer
- Division-17
- Brigade 93
- 1re Tabqa
- Djezaa
- 2e Kobané
- Mabrukah
- 3e Yaaroubiyé
- 2e Jabal al-Zawiya
- Wadi al-Deïf
- 2e Tall Hamis
- Tall Tamer
- 2e Régiment 46
- Bosra
- Cheikh Hilal
- 2e Idlib
- Foua et Kafraya
- Bousra al-Harir
- Qalamoun
- 2e Jisr al-Choghour
- 1re Palmyre
- Al-Amr
- 1re Tall Abyad
- Sourane
- 1re Hassaké
- Brigade 52
- Aïn Issa
- 2e Hassaké
- 3e Zabadani
- Sarrine
- Sahl al-Ghab
- Malkiyé
- Al-Qaryatayn
- 1re Marea
- 1re Abou Douhour
- 3e Hama
- Al-Hol
- 1re Tichrine
- Cheikh Meskin
- 1re Tall Rifaat
- 2e Al-Chaddadeh
- Khanasser
- 2e Tall Abyad
- 2e Palmyre
- Al-Raï
- 2e Maarat al-Nouman
- 1re Tasil
- Qamichli
- 2e Tall Rifaat
- Khan Touman
- 3e Raqqa
- 2e Marea
- 1re Manbij
- 2e Tabqa
- 2e Boukamal
- 3e Hassaké
- Opération Bouclier de l'Euphrate
- 2e Jarablous
- 4e Hama
- 4e Raqqa
- 3e Palmyre
- Al-Bab
- Wadi Barada
- 4e Palmyre
- 1re Poche d'Idlib
- 2e Tasil
- 5e Hama
- al-Hamad
- 3e Tabqa
- Badiya
- al-Tanaf
- Aqareb et Maboujé
- 5e Raqqa
- 2e Poche d'Idlib
- 1re Al-Soukhna
- Ouqayribat
- 3e Deir ez-Zor
- 2e Abou Douhour
- Beït Djine
- Mayadine
- 3e Boukamal
- Afrine
- Khoucham
- 3e Poche d'Idlib
- 4e Boukamal
- 3e Deraa
- 1re Soueïda
- Al-Safa
- 4e Poche d'Idlib
- 2e Khan Cheikhoun
- Opération Source de paix
- Baricha
- Maarat al-Nouman et Saraqeb
- 2e Al-Soukhna
- 4e Deraa
- Al-Sinaa
- 2e Afrine et al-Bab
- Opération Griffe-Épée
- 4e Deir ez-Zor
- Offensive rebelle de 2024 en Syrie
- 2e Alep
- 6e Hama
- 2e Homs
- 5e Palmyre
- 2e Damas
- 2e Manbij
- 2e Tichrine
- Côte syrienne
- Jaramana et Sahnaya
- 2e Soueïda

- Houla
- Al-Koubeir
- Daraya
- al-Bayda et Baniyas
- Barouda
- Ghraneidj et d'al-Keshkeyyi
- Kobané
- Khan Cheikhoun
- Al-Qaryatayn

- Khan al-Assal
- Jobar
- Saraqeb
- Adra et Douma
- Ghouta
- Talmenes
- Sarmin
- Ouqayribat
- Khan Cheikhoun
- Douma

- 1er Damas
- 2e Damas
- 3e Damas
- Jaramana
- 4e Damas
- 5e Damas
- 1er Homs
- 2e Homs
- Hassaké
- Tall Tamer
- 1er Sayyida Zeinab
- 3e Homs
- 2e Sayyida Zeinab
- Tartous et Jablé
- Qamichli
- Azaz
- Soussiane
- 4e Homs
- 6e Damas
- 7e Damas
- Rachidine
- Al-Tojjar
- Manbij
- Afrine
- 8e Damas

- Incidents frontaliers Syrie-Turquie
- Conflit au Liban
- Crise russo-turque de 2015

- Intervention de l'Iran
- Confrontations israélo-syriennes
- Coalition internationale
- Opérations aériennes de la coalition
- Intervention de la Russie
- Opération Inherent Resolve
- Opération Chammal
- Opération Impact
- Bombardement de la base aérienne d'Al-Chaayrate
- Bombardements de Barzé et de Him Shinshar

La troisième bataille de Rastane est une bataille opposant les forces armées syriennes et l'armée syrienne libre dans la ville de Rastane le 14 mai 2012, pendant le cessez-le-feu négocié par l'ONU (en) sur le soulèvement syrien.

## Contexte
La zone près de Rastane a été le théâtre des premiers affrontements armés sérieux entre les rebelles et l'armée syrienne jusqu'en 2011. L'armée syrienne a repris le contrôle de la ville à plusieurs reprises, mais elle n'a cessé de retomber entre les mains des rebelles. Son emplacement stratégique le long de la route qui relie la capitale Damas au nord du pays et le terrain avaient aidé les déserteurs d'unités disparates à monter des raids contre les bus de l'armée syrienne et les barrages routiers tenus par le renseignement militaire et les milices pro-gouvernementales.

## Bataille
Selon l'Observatoire syrien des droits de l'homme, le 14 mai, 23 soldats syriens ont été tués dans la ville de Rastane lors de violents affrontements avec les rebelles, qui ont détruit trois véhicules blindés de transport de troupes. Plus tôt, des sources de l'opposition ont déclaré qu'un commandant rebelle local faisait partie des dizaines de personnes tuées dans le bombardement intensif de l'armée sur Rastane, a rapporté Reuters. Un rapport indique que neuf personnes sont mortes dans le bombardement. Deux autres véhicules blindés de transport de troupes militaires auraient été capturés par les rebelles, ainsi que 15 soldats,.

## Conséquences
En juin, les troupes syriennes ont bombardé Rastane à l'aide d'hélicoptères et de mortiers, tuant et blessant un grand nombre de combattants rebelles, dont Ahmad Bahbouh, chef du bureau militaire rebelle à Rastane,. Les moniteurs des Nations unies ont confirmé que des hélicoptères de l'armée de l'air syrienne avaient tiré sur des villes proches de Homs, dont Rastane. Pour la première fois, l'ONU a également vérifié les allégations répétées d'activistes selon lesquelles les forces gouvernementales auraient tiré depuis des hélicoptères lors de la répression militaire contre la dissidence. Kofi Annan s'est dit "gravement préoccupé" par cette nouvelle et une porte-parole de l'ONU a déclaré que "des tirs d'artillerie et de mortier, des mitrailleuses et des armes légères" étaient utilisés contre les villes de Rastane et Talbissé.
Le 13 juillet, un colonel avec 40 soldats et quatre chars a fait défection vers l'Armée syrienne libre à Rastane. Les combattants rebelles ont également pris le contrôle du village d'Al-Ghantu (en), au sud-ouest de Talbissé.